# 1489 Attila
1489 Attila è un asteroide della fascia principale del diametro medio di circa 30,27 km. Scoperto nel 1939, presenta un'orbita caratterizzata da un semiasse maggiore pari a 3,2070808 UA e da un'eccentricità di 0,1338072, inclinata di 2,42410° rispetto all'eclittica.
L'asteroide è dedicato al famoso condottiero e sovrano unno Attila.